# Cykling under sommer-OL 2012 – keirin mænd
Mændenes keirin under sommer-OL 2012 fandt sted i London Velopark d. 7. august. Det var fjerde gang der konkurreredes i keirin under et OL.

## Resultater

### Første runde

#### Heat 1
| Placering | Rytter                     |
| --------- | -------------------------- |
| 1         | Chris Hoy (GBR)            |
| 2         | Simon van Velthooven (NZL) |
| 3         | Juan Peralta (ESP)         |
| 4         | Sergej Borisov (RUS)       |
| 5         | Njisane Phillip (TTO)      |
| 6         | Kazunari Watanabe (JPN)    |

#### Heat 2
| Placering | Rytter                |
| --------- | --------------------- |
| 1         | Maximilian Levy (GER) |
| 2         | Teun Mulder (NED)     |
| 3         | Hersony Canelón (VEN) |
| 4         | Kamil Kuczynski (POL) |
| 5         | Shane Perkins (AUS)   |
| 6         | Zhang Miao (CHN)      |

#### Heat 3
| Placering | Rytter                   |
| --------- | ------------------------ |
| 1         | Mickaël Bourgain (FRA)   |
| 2         | Azizulhasni Awang (MAS)  |
| 3         | Fabian Puerta (COL)      |
| 4         | Joseph Veloce (CAN)      |
| 5         | Denis Špička (CZE)       |
| 6         | Christos Volikakis (GRE) |

### Opsamling

#### Heat 1
| Placering | Rytter                   |
| --------- | ------------------------ |
| 1         | Christos Volikakis (GRE) |
| 2         | Juan Peralta (ESP)       |
| 3         | Njisane Phillip (TTO)    |
| 4         | Joseph Veloce (CAN)      |
| 5         | Sergej Borisov (RUS)     |
| 6         | Zhang Miao (CHN)         |

#### Heat 2
| Placering | Rytter                  |
| --------- | ----------------------- |
| 1         | Kazunari Watanabe (JPN) |
| 2         | Hersony Canelón (VEN)   |
| 3         | Shane Perkins (AUS)     |
| 4         | Kamil Kuczynski (POL)   |
| 5         | Fabian Puerta (COL)     |
| 6         | Denis Špička (CZE)      |

### Anden runde

#### Heat 1
| Placering | Rytter                   |
| --------- | ------------------------ |
| 1         | Chris Hoy (GBR)          |
| 2         | Azizulhasni Awang (MAS)  |
| 3         | Teun Mulder (NED)        |
| 4         | Njisane Phillip (TTO)    |
| 5         | Juan Peralta (ESP)       |
| 6         | Christos Volikakis (GRE) |

#### Heat 2
| Placering | Rytter                     |
| --------- | -------------------------- |
| 1         | Maximilian Levy (GER)      |
| 2         | Simon van Velthooven (NZL) |
| 3         | Shane Perkins (AUS)        |
| 4         | Mickaël Bourgain (FRA)     |
| 5         | Hersony Canelón (VEN)      |
| 6         | Kazunari Watanabe (JPN)    |

### Finaler

#### 1.–6. plads
| Placering | Rytter                     |
| --------- | -------------------------- |
| Guld      | Chris Hoy (GBR)            |
| Sølv      | Maximilian Levy (GER)      |
| Bronze    | Simon van Velthooven (NZL) |
| Bronze    | Teun Mulder (NED)          |
| 5         | Shane Perkins (AUS)        |
| 6         | Azizulhasni Awang (MAS)    |

#### 7.– 12. plads
| Placering | Rytter                   |
| --------- | ------------------------ |
| 7         | Njisane Phillip (TTO)    |
| 8         | Mickaël Bourgain (FRA)   |
| 9         | Christos Volikakis (GRE) |
| 10        | Juan Peralta (ESP)       |
| 11        | Kazunari Watanabe (JPN)  |
| 12        | Hersony Canelón (VEN)    |